# Lateralbohrung
Eine Lateralbohrung oder Radialbohrung ist eine Bohrung, die von einem Bohrplatz aus in lateraler Richtung schräg oder horizontal vorgetrieben wird. Sind dies mehrere Bohrungen, so spricht man auch von Multilateralbohrungen. Diese Bohrungen mit Längen bis zu mehreren hundert Metern werden oft im Jet-Drilling-Verfahren von der Mutterbohrung aus erstellt.

## Anwendungen
Für Ölförderung werden im Ölfeld Mittelplate seit dem Jahr 2010 Multilateralbohrungen eingesetzt.
Für Geothermie testet die kanadische Firma Eavor Technologies im oberbayerischen Geretsried sein Verfahren Eavor-Loop, bei dem parallele Multilaterale gebohrt werden, die sich am Ende vereinigen und so einen Kreislauf bilden. Ein Polymer im Bohrschlamm dient dazu, das Rohrinnere gegenüber dem umgebenden Gestein abzudichten. Ein vorheriger Prototyp entstand von August 2019 bis Februar 2020 in der Nähe von Rocky Mountain House, Alberta, Kanada.